# White Sulphur Springs (Montana)
White Sulphur Springs – miasto w Stanach Zjednoczonych, w stanie Montana, siedziba administracyjna hrabstwa Meagher.